# 橋本淳 (作詞家)
橋本 淳（はしもと じゅん、1939年〈昭和14年〉7月8日 - ）は、日本の作詞家である。本名は与田凖介（よだ じゅんすけ）で、詩人・児童文学者の与田凖一（1905年 - 1997年）は実父である。すぎやまこういちに師事し、弟子に中村容子がいる。作曲家の筒美京平とのコンビでヒット曲を多数手がける。
すでに2,000曲を超える楽曲を発表し、代表作として知られるいしだあゆみ『ブルー・ライト・ヨコハマ』のほか、ジャッキー吉川とブルーコメッツ『ブルー・シャトウ』、ヴィレッジ・シンガーズ『亜麻色の髪の乙女』などグループ・サウンズ（GS）の作詞を多く手がけ、オリコンチャート解析で「GS関連で最も売れた作詞家」とされた。1960年代にグループ・サウンズの楽曲での作詞で脚光を浴び、1970年代から1980年代にかけては歌謡曲でも数多くのヒット曲を生んだ。
日本音楽著作権協会 (JASRAC) 全信託作家。日本作詩家協会には加盟していない。

## 来歴・人物

### 生い立ち
1939年（昭和14年）7月8日、東京府東京市牛込区（現在の東京都新宿区）に生まれる。第二次世界大戦中の幼少期は、父の出身地である福岡県に疎開したが、戦後、父が帰京し東京都北多摩郡三鷹町（現在の三鷹市）に居を構えるとともに同地で育つ。10代の頃から小説家になるべく、父によって一流作家のもとに預けられていたという。

### すぎやまこういちとの出会い
青山学院大学在学中から作詞を独学で学び、当時フジテレビ社員だった作曲家のすぎやまこういちに見出される。すぎやまとの出会いは、1961年（昭和36年）の大学4年生のとき、同級生に勧められてその兄の友人であるというすぎやまと青島幸男に会ってみた、というのが最初であった。すぎやまは初対面の橋本に対し、自作の楽曲に歌詞をつけるようにと言い、それに応えたのが最初であったという。
橋本は同学在籍中にそのまますぎやまに弟子入りし、テレビ番組『ザ・ヒットパレード』（1959年 - 1970年）や『おとなの漫画』（1959年 - 1964年）の手伝いを開始した。半年後には、ジャッキー吉川とブルーコメッツと橋本に対し、すぎやまが「オリジナルの日本のポップスを」と発注し、番組で放送するための新曲を作らせた。1962年（昭和37年）3月の同学卒業後も、そのまますぎやまの元で番組に関わったが、その流れの中で生まれたのが、1966年（昭和41年）3月10日に発売されたジャッキー吉川とブルーコメッツ『青い瞳』（作曲井上忠夫）であったという。
シングルレコードとして発売された最初の作品は、その4か月前である1965年（昭和40年）11月にキングレコードからリリースされたボニージャックス『ボンド小唄』（作・編曲すぎやまこういち）であるとされ、公式なデビュー作は同年12月10日発売の紀本ヨシオ『だから泣かないで』のB面曲「涙のギター」（作・編曲すぎやまこういち）であるとされる。1967年（昭和42年）3月15日に発売されたジャッキー吉川とブルーコメッツ『ブルー・シャトウ』（作曲井上忠夫）は150万枚を売り上げ、同年末には第9回日本レコード大賞を受賞した。

### 筒美京平とのコンビ
作曲家の筒美京平は青山学院高等部時代の後輩で、青山学院大学時代には、同じジャズバンドで筒美はピアノ、橋本はウッドベースを弾いていた。
筒美とは、藤浩一（のちの子門真人）と望月浩の競作「黄色いレモン」で初めて作家としてコンビを組んだ。同作の作曲者のクレジットは「すぎやまこういち」名義となっているが、これは筒美が当時日本グラモフォン（現：ユニバーサルミュージック）社員であったためである。「黄色いレモン」は当初、望月浩の楽曲として制作されたが、すぎやまの弟子である藤のレコードのほうが先に発売された。藤版が1966年8月15日、望月版が同年9月5日の発売である。「黄色いレモン」は同年中に、泉健二、リトル・パティらのシングルB面でもカバーされた。
1968年（昭和43年）12月25日に発売されたいしだあゆみ『ブルー・ライト・ヨコハマ』は、150万枚を売り上げて筒美とのコンビで最大のヒット曲となり、翌1969年末の第11回日本レコード大賞で筒美が作曲賞を受賞した。同曲は横浜のご当地ソングとして広く親しまれ、多数のアーティストによってカバーされている（カバー曲についてはブルー・ライト・ヨコハマ#カバーを参照）。1972年にはコンビでアイドルの小林麻美の楽曲を手掛ける。
筒美とのコンビで制作した楽曲は、1997年（平成9年）時点で550曲を数える。
橋本は「あまり売れなかったが、私の好きなこの歌」として、筒美と組んだ西田佐知子『くれないホテル』（1969年4月5日発売）を挙げている。

### 受賞歴
ヴィレッジ・シンガーズ『亜麻色の髪の乙女』は、2003年（平成15年）5月21日に発表された第21回JASRAC賞翌2004年（平成16年）5月19日に発表された第22回JASRAC賞で、2年連続で銅賞を受賞した。
2011年（平成23年）12月30日の第53回日本レコード大賞で、功労賞を青山和子（1946年 - ）、永六輔（1933年 - 2016年 ）、寺内タケシ（1939年 - 2021年）、畠山みどり（1939年 - ）とともに受賞した。

### 人物
MISIAを発掘したことで知られる音楽プロデューサー、ユニバーソウルスタジオ代表の与田春生は橋本の子息である。橋本は歌ネットのインタビューで「作品を提供したいアーティスト」としてMISIAの名を挙げている。
なお、日本のジャズ・サクソフォーン奏者である橋本淳（1902年 - 1987年）。とは同姓同名だが無関係である。

### 不祥事
競馬好きで知られ、競馬界にもコネを持っていた。1990年（平成2年）に日本中央競馬会 (JRA) 系列の競馬場内ミニFM放送業者選定についての贈収賄事件が発覚し、JRA課長らが収賄罪容疑で逮捕される事態となったが、贈賄を行った放送業者に橋本が関与していたことが報道された。この事件以降は表舞台に出る機会が少なくなったが、その後も作詞家として創作活動を続けている。

#### 親族
- 父 : 与田凖一（1905年 - 1997年）
- 長男 : 与田春生（1967年 - ）

## 主な作品
歌手名の五十音順、基本的にシングル表題曲の一覧。

### あ行
- アウト・キャスト
  - 愛なき夜明け（作曲・編曲：筒美京平、1968年1月10日発売）
- 青江三奈
  - 銀座ブルー・ナイト（作曲：吉田正、編曲：寺岡真三、1974年9月5日発売）
- 青山ミチ
  - 風吹く丘で（作曲・編曲：すぎやまこういち、1966年11月発売）- 後に「亜麻色の髪の乙女」に改題しヴィレッジ・シンガーズが歌唱
- 麻丘めぐみ
  - 銀世界（作曲：都倉俊一、編曲：馬飼野康二、1977年1月25日発売）
- 浅田美代子
  - この髪にこの胸に（作曲：中村泰士、編曲：森岡賢一郎、1975年10月21日発売）
- 浅野ゆう子
  - 卒業アルバム（作曲：浜圭介、編曲：馬飼野康二、1976年1月25日発売）
  - セクシー・バス・ストップ（作曲：Jack Diamond、編曲：高田弘、1976年4月25日発売）
  - ハッスル・ジェット（作曲：Jack Diamond、編曲：萩田光雄、1976年8月25日発売）
  - ムーンライト・タクシー（作曲：筒美京平、編曲：筒美京平・萩田光雄・サディスティックス、1976年12月5日発売）
- 天地真理
  - 夢ほのぼの（作曲：小林亜星、編曲：森岡賢一郎、1976年12月5日発売）
- THE ALFEE
  - 或いはノイシュバンシュタイン城の伝言（作曲：高見沢俊彦、2015年12月23日発売）
- 安西マリア
  - サヨナラ・ハーバーライト（作曲：響わたる、編曲：あかのたちお、1976年8月1日発売）
  - センチメンタル・グループ・サウンズ（作曲：響わたる、編曲：馬飼野康二、1976年12月1日発売）
- 五十嵐夕紀
  - 私が選んだあなたです（作曲：筒美京平、編曲：萩田光雄、1977年9月5日発売）
- いしだあゆみ
  - 太陽は泣いている（作曲・編曲：筒美京平、1968年6月10日発売）- 後に原由子、桑田佳祐らがカバー。
  - ふたりだけの城（作曲・編曲：筒美京平、1968年9月25日発売）
  - ブルー・ライト・ヨコハマ（作曲・編曲：筒美京平、1968年12月25日発売）- 後に種ともこ、上原多香子など多数がカバー
  - 涙の中を歩いてる（作曲・編曲：筒美京平、1969年4月15日発売）
  - 今日からあなたと（作曲・編曲：筒美京平、1969年8月1日発売）
  - 砂漠のような東京で（作曲：中村泰士、編曲：森岡賢一郎、1971年5月10日発売）
  - おもいでの長崎（作曲・編曲：筒美京平、1971年8月25日発売）
  - さすらいの天使（作曲・編曲：筒美京平、1972年1月25日発売）
  - 生まれかわれるものならば（作曲・編曲：筒美京平、1972年11月10日発売）
- 井上宗孝とシャープ・ファイブ
  - 旅がらすロック（作曲：市川昭介、編曲：古屋紀、1968年3月発売）
  - 網走子守唄（作曲：市川昭介、編曲：古屋紀、1968年7月発売）
  - 哀愁の六本木（作曲・編曲：筒美京平、1968年10月発売）
- ザ・ヴァン・ドッグズ
  - 熱い砂（作曲・編曲：田代久勝、1967年4月1日発売）
  - 天使は眠らない（作曲・編曲：すぎやまこういち、1967年8月1日発売）- 『ヘイガール』B面
- ヴィレッジ・シンガーズ
  - バラ色の雲（作曲：筒美京平、編曲：森岡賢一郎、1967年8月1日発売）
  - 好きだから（作曲・編曲：筒美京平、1967年11月10日発売）
  - 亜麻色の髪の乙女（作曲・編曲：すぎやまこういち、1968年2月25日発売）- 後に島谷ひとみがカバー
  - 思い出の指輪（作曲・編曲：筒美京平、1968年4月25日発売）
  - 虹の中のレモン（作曲・編曲：筒美京平、同上・両A面）
  - 星が降るまで（作曲・編曲：筒美京平、1968年8月25日発売）
  - 落葉とくちづけ（作曲・編曲：すぎやまこういち、1968年11月10日発売）
  - 裸足の恋（作曲・編曲：すぎやまこういち、1969年8月発売）
- 欧陽菲菲
  - 雨のエアポート（作曲・編曲：筒美京平、1971年12月20日発売）
  - 恋の追跡（作曲・編曲：筒美京平、1972年4月5日発売）
  - 夜汽車（作曲・編曲：筒美京平、1972年8月5日発売）
  - 雨のヨコハマ（作曲・編曲：筒美京平、1972年12月20日発売）
  - 恋の十字路（作曲・編曲：筒美京平、1973年4月5日発売）
  - 恋は燃えている（作曲・編曲：筒美京平、1973年8月20日発売）
  - 火の鳥（作曲・編曲：筒美京平、1973年12月1日発売）
  - 海鴎（作曲・編曲：筒美京平、1974年4月5日発売）
  - 涙のディスコナイト（作曲：佐藤寛、編曲：川口真、1976年4月5日発売）
- 岡崎友紀
  - 天使はこうして生まれるの（作曲・編曲：筒美京平、1971年10月5日発売）
  - 私は忘れない（作曲・編曲：筒美京平、1972年10月5日発売）
  - ママはライバル（作曲・編曲：筒美京平、1972年11月20日発売）- 連続テレビ映画『ママはライバル』主題歌
  - さよならなんて云わないで（作曲・編曲：筒美京平、1973年3月20日発売）
- 小川知子
  - 愛こそいちずに（作曲・編曲：筒美京平、1970年7月5日発売）
- 奥村チヨ
  - 北国の青い空（作曲：ベンチャーズ、編曲：川口真、1967年8月5日発売）
  - あなたに逢いたい（作曲・編曲：筒美京平、1967年12月1日発売）
  - 涙いろの恋（作曲・編曲：筒美京平、1968年2月1日発売）
  - 青い月夜（作曲：井上忠夫、編曲：川口真、1968年6月1日発売）
  - 甘い生活（作曲：中村泰士、編曲：川口真、1971年4月5日発売）
  - 川の流れのように（作曲：中村泰士、編曲：川口真、1971年8月5日発売）
  - ひき潮（作曲・編曲：筒美京平、1973年4月20日発売）
  - 風の慕情（作曲・編曲：筒美京平、1973年9月20日発売）
- オックス
  - ガール・フレンド（作曲・編曲：筒美京平、1968年5月5日発売）
  - ダンシング・セブンティーン（作曲・編曲：筒美京平、1968年9月5日発売）
  - スワンの涙（作曲・編曲：筒美京平、1968年12月10日発売）
  - 僕は燃えてる（作曲・編曲：筒美京平、1969年3月25日発売）
  - ロザリオは永遠に（作曲・編曲：筒美京平、1969年6月25日発売）

### か行
- 可愛和美
  - このごろ二人（作・編曲：筒美京平、1969年10月発売）
  - あの子は涙（作・編曲：筒美京平、1970年2月発売）
  - 可愛い女になりたい（作・編曲：筒美京平、1970年5月発売）
  - あなたと私（作・編曲：筒美京平、1971年9月発売）
  - アカシアの雨（作曲：高田弘、1973年7月25日発売）
- 木ノ実ナナ
  - 涙ギラギラ（作曲：しらいそうや、編曲森岡賢一郎、1966年6月発売）
  - 真赤なブーツ（作・編曲：筒美京平、1967年5月1日発売）
- 紀本ヨシオ
  - 涙のギター（作・編曲：すぎやまこういち、1965年12月10日発売）- 『だから泣かないで』B面（橋本の公式デビュー作[1]）
  - 哀愁の湖（作曲：藤本卓也、編曲：大沢保郎、1967年発売）
- 栗山千明
  - ダイアモンド・ナイト（作曲：筒美京平、編曲：サリー久保田、2008年11月15日発売）- 映画『GSワンダーランド』挿入歌
- The Good Bye
  - 気まぐれONE WAY BOY（作曲：山本寛太郎、編曲：甲斐正人、1983年9月1日発売）- 第25回日本レコード大賞最優秀新人賞受賞曲
  - 涙のティーンエイジ・ブルース（作・編曲：The Good Bye, 1983年11月8日発売）
  - モダンボーイ狂想曲（野村義男と共同作詞、作・編曲：The Good Bye, 1983年11月8日発売）
- 黒沢明とロス・プリモス
  - ヘッド・ライト（作・編曲：筒美京平、1969年11月5日発売）
- ザ・ゴールデン・カップス
  - 銀色のグラス（作・編曲：鈴木邦彦、1967年11月15日発売）
  - 長い髪の少女（作・編曲：鈴木邦彦、1968年4月1日発売）
- 柏原芳恵
  - 木旺日の秋（作曲：筒美京平、編曲：若草恵、1984年12月16日発売）
  - いったりきたりセレナーデ（作曲：筒美京平、編曲：若草恵、1984年12月16日発売）
- 小泉今日子
  - 半分少女（作曲：筒美京平、編曲：川村栄二、1983年7月21日発売）
- 郷ひろみ
  - 誘われてフラメンコ（作・編曲：筒美京平、1975年7月21日発売）
  - 恋の弱味（作・編曲：筒美京平、1976年2月1日発売）
  - 20才の微熱（作・編曲：筒美京平、1976年5月1日発売）
  - あなたがいたから僕がいた（作・編曲：筒美京平、1976年8月1日発売）- 第18回日本レコード大賞大衆賞受賞曲
- 小林麻美
  - 初恋のメロディー（作・編曲：筒美京平、1972年8月5日発売） - のちに森尾由美がカヴァー
  - 落葉のメロディー（作・編曲：筒美京平、1972年12月20日発売）
  - 恋のレッスン（作・編曲：筒美京平、1973年4月20日発売）
- 小柳ルミ子
  - 逢いたくて北国へ（作曲：井上忠夫、編曲：森岡賢一郎、1976年9月25日発売）
  - 思い出にだかれて（作曲：佐瀬寿一、編曲：川口真、1977年1月25日発売）

### さ行
- 堺正章
  - 運がよければいいことあるさ（作曲・編曲：筒美京平、1972年6月25日発売）- 『第23回NHK紅白歌合戦』歌唱曲
- 榊原郁恵
  - 私の先生（作曲：井上忠夫、編曲：馬飼野俊一、1977年1月1日発売）
- 佐良直美
  - 恋はオールデイ・オールナイト（作曲・編曲：いずみたく、1968年5月1日発売）
  - ギターのような女の子（作曲・編曲：筒美京平、1969年3月25日発売）
- 佐川満男
  - フランス人のように（作曲・編曲：筒美京平、1969年7月25日発売）
- 桜田淳子
  - 冬色の街（作曲：中村泰士、編曲：萩田光雄、1978年12月25日発売）
- ささきいさお
  - 銀河鉄道999（作曲：平尾昌晃、編曲：青木望、1978年発売）- テレビアニメ『銀河鉄道999』オープニングテーマ
  - 青い地球（作曲：平尾昌晃、編曲：青木望、1978年発売）- テレビアニメ『銀河鉄道999』エンディングテーマ
- 佐東由梨
  - 春めき少女（作曲：林哲司、編曲：後藤次利、1983年11月発売）
- 島倉千代子
  - 美しきは女の旅路（作曲・編曲：三木たかし、1970年11月10日発売）
- ザ・ジャガーズ
  - マドモアゼル・ブルース（作曲・編曲：筒美京平、1968年1月25日発売）
  - 星空の二人（作曲・編曲：筒美京平、1968年9月発売）
  - 恋人たちにブルースを（作曲・編曲：筒美京平、1969年2月発売）
  - 二人の街角（作曲・編曲：筒美京平、1969年6月発売）
- シェリー
  - 恋のハッスル・ジェット（作曲：Jack"Dr.Dragon"Diamond、編曲：船山基紀、1976年9月5日発売）
- シャープ・ホークス
  - 遠い渚（作曲：すぎやまこういち、編曲：古屋紀、1966年12月1日発売）
  - 海へかえろう（作曲：すぎやまこういち、編曲：古屋紀、1967年8月1日発売）
  - この胸に十字架を（作曲：すぎやまこういち、編曲：高田弘、1969年4月1日発売）
- ジャッキー吉川とブルーコメッツ
  - 青い瞳（作曲・編曲：井上忠夫、1966年3月10日発売）- 英語版・日本語版とも
  - 青い渚（作曲・編曲：井上忠夫、1966年9月1日発売）
  - ブルー・シャトウ（作曲：井上忠夫、編曲：森岡賢一郎、1967年3月15日発売）- 1967年第9回日本レコード大賞受賞曲
  - 北国の二人（作曲・編曲：井上忠夫、1967年9月15日発売）
  - こころの虹（作曲・編曲：井上忠夫、1968年1月25日発売）
  - 白鳥の歌（作曲：平尾昌晃、編曲：森岡賢一郎、1968年4月25日発売）
  - 草原の輝き（作曲：井上忠夫、編曲：筒美京平、1968年6月30日発売）
  - さよならのあとで（作曲・編曲：筒美京平、1968年10月15日発売）
  - 雨の赤坂（作曲：三原綱木、編曲：筒美京平、1968年12月25日発売）
  - 涙の糸（作曲・編曲：筒美京平、1969年4月25日発売）
  - むらさき日記（作曲：井上忠夫、編曲：森岡賢一郎、1970年9月25日発売）
  - 津軽の海（作曲：三原綱木、編曲：川口真、1971年4月25日発売）
  - 生きるよろこびを（作曲・編曲：筒美京平、1971年8月25日発売）
  - 希望にみちた二人のために（作曲：三原綱木、編曲：高田弘、1972年2月10日発売）
  - ピーナッツ（作曲：Jack"Dr.Dragon"Diamond、編曲：小田啓義、1976年10月25日発売）
- じゅん&ネネ
  - 愛にうたれて（作曲：中村泰士、1971年7月発売）
- ザ・スパイダース
  - 真珠の涙（作曲：かまやつひろし、編曲：筒美京平、1968年6月5日発売）
- スラップスティック
  - 遠い渚（作曲：すぎやまこういち、編曲：小六禮次郎、1983年4月21日発売）

### た行
- ザ・タイガース
  - 僕のマリー（作曲・編曲：すぎやまこういち、1967年2月5日発売）
  - シーサイド・バウンド（作曲・編曲：すぎやまこういち、1967年5月発売）
  - モナリザの微笑（作曲・編曲：すぎやまこういち、1967年8月20日発売）
  - 君だけに愛を（作曲・編曲：すぎやまこういち、1968年1月5日発売）
  - 銀河のロマンス（作曲・編曲：すぎやまこういち、1968年3月15日発売）
- ザ・タイツメン（栗山千明、石田卓也、水嶋ヒロ、浅利陽介）
  - 海岸線のホテル（作曲：筒美京平、編曲：サリー久保田、2008年11月1日発売）- 映画『GSワンダーランド』主題歌
- ザ・ダイナマイツ
  - トンネル天国（作曲：鈴木邦彦、編曲：ザ・ダイナマイツ、1967年11月発売）
  - 真夏の夜の動物園（作曲・編曲：鈴木邦彦、1968年6月発売）
- 高見知佳
  - シンデレラ（作曲：筒美京平、編曲：船山基紀、1978年11月1日発売）
  - シルエット（作曲：筒美京平、編曲：船山基紀、1979年2月1日発売）
  - お嬢さんお手やわらかに（作曲：筒美京平、編曲：船山基紀、1979年5月1日発売）
- 田原俊彦
  - どうする?（作曲：筒美京平、編曲：船山基紀、1987年9月11日発売）- 同年5月2日発売を延期・歌詞変更
- つなき&みどり（三原綱木、田代みどり）
  - 愛の挽歌（作曲・編曲：筒美京平、1972年12月1日発売）
  - 愛の絆（作曲・編曲：筒美京平、1973年5月発売）
  - ふたり（作曲・編曲：筒美京平、1973年8月発売）
  - 雨の軽井沢（作曲：筒美京平、編曲：矢野誠、1973年12月発売）
  - 夜汽車よ故郷へ（作曲・編曲：筒美京平、1974年4月発売）
- Dr.ドラゴン&オリエンタル・エクスプレス
  - ピーナッツ（作曲・編曲：Jack"Dr.Dragon"Diamond、1976年7月5日発売）- ノンクレジット
  - ハッスル・ジェット（作曲・編曲：Jack"Dr.Dragon"Diamond、1976年9月1日発売）- ノンクレジット

### な行
- 内藤やす子
  - 弟よ（作曲：川口真、編曲：あかのたちお、1975年11月1日発売）- デビュー曲
  - 淋しい天使（作曲：川口真、編曲：あかのたちお、1976年4月25日発売）
- 仲雅美
  - ポーリュシカ・ポーレ（作曲：レフ・クニッペル、編曲：近藤進、1971年9月27日発売）
  - 涙のジャーニー（作曲：チャーリー石黒、編曲：小谷充、1971年12月5日発売）
  - 君を愛す（作曲：チャーリー石黒、編曲：小谷充、1972年発売）
  - ふたりは奇跡の中で（作曲・編曲：筒美京平、1972年7月25日発売）
- 渚ゆう子
  - 女の指輪（作曲・編曲：筒美京平、1967年11月発売）
  - 雨の日のブルース（作曲・編曲：筒美京平、1971年8月5日発売）
  - めぐり逢い（作曲：筒美京平、編曲：高田弘、1972年2月5日発売）- 月曜スター劇場『あの橋の畔で』主題歌
  - 今日からひとり（作曲・編曲：筒美京平、1972年4月5日発売）
  - 風の日のバラード（補作詞・原作詞：峰けい子・雑誌「週刊明星」一般公募、作曲・編曲：筒美京平、1972年7月25日発売）
- 成田賢
  - ハウスのふたり 〜ハウス愛のテーマ〜（作曲：小林亜星、編曲：ミッキー吉野、1977年6月1日発売）- 東宝映画『HOUSE』イメージソング
- 西田佐知子
  - くれないホテル（作曲・編曲：筒美京平、1969年4月5日発売）
  - 星のナイト・クラブ（作曲・編曲：筒美京平、1969年9月発売）
  - 神戸で死ねたら（作曲・編曲：三木たかし、1970年7月発売）
- 野口五郎
  - 青いリンゴ（作曲・編曲：筒美京平、1971年8月10日発売）
  - 好きなんだけど（作曲：筒美京平、編曲：高田弘、1971年12月10日発売）
  - 悲しみの日曜日（作曲：筒美京平、編曲：高田弘、1972年4月1日発売）

### は行
- 橋幸夫
  - 思い出のカテリーナ（作曲・編曲：すぎやまこういち、1967年12月5日発売）
  - 雨のロマン（作曲・編曲：すぎやまこういち、1968年6月1日発売）
  - 京都・神戸・銀座（作曲・編曲：筒美京平、1969年3月5日発売）
  - 東京-パリ（作曲・編曲：筒美京平、1969年11月5日発売）
  - 俺たちの花（作曲・編曲：筒美京平、1970年3月5日発売）
  - スターダスト上海（作曲：平尾昌晃、編曲：馬飼野俊一、1987年10月21日発売）
- 比企理恵
  - 恋のローラー・ブーツ（作曲：佐々木勉、編曲：矢野立美、1979年12月1日発売）
- ザ・ピーナッツ
  - ローマの雨（作曲：すぎやまこういち、編曲：服部克久、1966年8月19日発売）
  - 離れないで（作曲：筒美京平、編曲：宮川泰、1967年8月10日発売）- 『恋のフーガ』B面
  - 大阪の女（作曲：中村泰士、編曲：森岡賢一郎、1970年12月発売）
  - サンフランシスコの女（作曲：中村泰士、編曲：宮川泰、1971年11月発売）
- ヒデとロザンナ
  - 粋なうわさ（作曲・編曲：筒美京平、1969年4月15日発売）
  - ローマの奇跡（作曲：筒美京平、編曲：リノ・クワリエーロ(Lino Quagliero)、1969年8月25日発売）
  - 愛は傷つきやすく（作曲：中村泰士、編曲：森岡賢一郎、1970年5月25日発売）
  - ふたりの関係（作曲：中村泰士、編曲：森岡賢一郎、1970年9月10日発売）
  - 抱擁（作曲：中村泰士、編曲：森岡賢一郎、1971年1月25日発売）
  - 愛情物語（作曲：中村泰士、編曲：森岡賢一郎、1971年4月25日発売）
  - 望むものはすべて（作曲・編曲：筒美京平、1971年9月10日発売）
  - 愛の架け橋（作曲・編曲：筒美京平、1972年1月10日発売）
  - トマトの家（作曲・編曲：筒美京平、1972年4月10日発売）
  - 雨のめぐり逢い（作曲：三原綱木、編曲：高田弘、1972年8月10日発売）
  - 卒業（作曲：中村泰士、編曲：森岡賢一郎、1973年1月10日発売）
  - 愛に支えられて（作曲：中村泰士、編曲：森岡賢一郎、1973年5月10日発売）
  - 愛の肖像（作曲・編曲：筒美京平、1974年3月10日発売）
  - 愛にふりむいて（作曲：出門英、編曲：鈴木宏昌、1976年12月10日発売）
  - さらば愛の季節（作曲・編曲：東海林修、1977年4月発売）
- 日吉ミミ
  - 男と女の数え唄（作曲：中村泰士、編曲：近藤進、1970年発売）
  - 十時の女（作曲：中村泰士、編曲：あかのたちお、1973年12月発売）
  - 想い出ばなし（作曲：杉本真人、編曲：上田力、1975年8月発売）
- 平尾昌晃・畑中葉子
  - カナダからの手紙（作曲：平尾昌晃、編曲：森岡賢一郎、1978年1月10日発売）
  - 揺れる二人（作曲：平尾昌晃、編曲：森岡賢一郎、同上・B面）
  - エーゲ海の旅（作曲：平尾昌晃、編曲：森岡賢一郎、1978年4月25日発売）
  - 恋ごころ（作曲：平尾昌晃、編曲：森岡賢一郎、同上・B面）
- 平山三紀
  - ビューティフル・ヨコハマ（作曲・編曲：筒美京平、1970年11月10日発売）- 後に渚ようこがカヴァー
  - 真夏の出来事（作曲・編曲：筒美京平、1971年5月25日発売）- 第13回日本レコード大賞作曲：賞受賞曲
  - ノアの箱舟（作曲・編曲：筒美京平、1971年10月25日発売）
  - フレンズ（作曲・編曲：筒美京平、1972年3月1日発売）
  - 希望の旅（作曲・編曲：筒美京平、1972年6月10日発売）
  - 月曜日は泣かない（作曲・編曲：筒美京平、1972年10月1日発売）
  - 帰らない恋（作曲・編曲：筒美京平、1973年3月10日発売）
  - 銀河のはてに（作曲・編曲：筒美京平、1973年7月10日発売）
  - 恋のダウン・タウン（作曲・編曲：筒美京平、1973年11月1日発売）
  - 熟れた果実（作曲・編曲：筒美京平、1974年6月1日発売）
  - 愛の戯れ（作曲・編曲：筒美京平、1975年2月1日発売）
  - 真夜中のエンジェル・ベイビー（作曲・編曲：筒美京平、1975.08.01 1971年10月25日発売）
  - パーフェクト・サマータイム（作曲：松井寛、編曲：松井寛・鷺巣詩郎、2001年8月8日発売）
- 弘田三枝子
  - 黒いブーツと皮ジャンパー（作曲：いずみたく、1967年4月発売）
  - 渚のうわさ（作曲・編曲：筒美京平、1967年7月10日発売）
  - 枯葉のうわさ（作曲・編曲：筒美京平、1967年11月1日発売）
  - 涙のドライヴ（作曲・編曲：筒美京平、1968年3月15日発売）
  - 渚の天使（作曲・編曲：筒美京平、1968年7月1日発売）
  - 可愛い嘘（作曲・編曲：筒美京平、1968年9月15日発売）
  - 都会の女（作曲：三原綱木、編曲：高田弘、1972年9月25日発売）
- フォーリーブス
  - 恋するジャック（作曲・編曲：すぎやまこういち、1969年3月21日発売）
  - ふたりの問題（作曲：鈴木邦彦、編曲：馬飼野康二、1975年2月1日発売）
- Buono!
  - 星の羊たち（作曲：筒美京平、編曲：SHUNTARO、2008年2月20日発売）
  - 紅茶の美味しい店（作曲：筒美京平、編曲：小林俊太郎、2010年2月10日発売）
- 藤圭子
  - 四月の花まつり（作曲：筒美京平、編曲：高田弘、1971年12月25日発売） - 『知らない町で (アルバム)』
  - 恋のドライブ（作曲：筒美京平、編曲：高田弘、1971年12月25日発売） - 『知らない町で（アルバム）』
- 藤浩一
  - 黄色いレモン（作曲・編曲：筒美京平、1966年8月15日発売）- 望月浩、泉健二、ザ・チャレンジャーズ、リトル・パティ、ガス・バッカス、ドン・ホーが競作
- フランツ・フリーデルとブルー・ファイア
  - 夕陽のはてに（作曲・編曲：すぎやまこういち、1967年9月10日発売）
- ボニージャックス
  - ボンド小唄（作曲・編曲：すぎやまこういち、1965年11月発売） - 初シングル[1]
- BOBBY
  - 炎のたからもの（作曲・編曲：大野雄二、1979年12月発売）- 劇場アニメ『ルパン三世 カリオストロの城』主題歌、後に今井美樹がカヴァー。

### ま行
- 前川清
  - よろこびの予感（作曲：筒美京平、編曲：若草恵、2004年12月16日発売）
- 槇みちる
  - 狂ったハート（《訳詞》。作曲：ケン・ルイス（英語版、イタリア語版） & ジョン・カーター（英語版、イタリア語版）、編曲：筒美京平、1967年7月発売）
- 美樹克彦
  - 貴女がえらんだ僕だから（作曲・編曲：筒美京平、1969年12月20日発売）
- 水木一郎
  - 栄光の彼方へ（作曲・編曲：渡辺宙明、1977年発表）- テレビアニメ『野球狂の詩』エンディング用主題歌
  - 北の狼南の虎（作曲：中村泰士、編曲：京建輔、1977年発表）- テレビアニメ『野球狂の詩』挿入歌
- ミッツ・マングローブ
  - メロン娘とオレンジ娘（作曲：平尾昌晃、編曲：船山基紀、2012年4月18日発売）
  - 柔らかい口づけ（作曲：平尾昌晃、編曲：船山基紀、同上・カップリング曲）
- 宮崎美子
  - 黒髪メイド・イン・Love（作曲：筒美京平、編曲：戸塚修、1982年12月11日発売）
- 森進一
  - 望郷（作曲・編曲：猪俣公章、1970年12月25日発売）
- 森尾由美
  - トモダチの関係（作曲：筒美京平、編曲：萩田光雄、1984年4月5日発売）
  - ASIAチックDoll（作曲：筒美京平、編曲：萩田光雄、1984年7月18日発売）
  - カガミに御用心（作曲・編曲：馬飼野康二、1985年3月21日発売）
  - MISS MISS GOOD-BYE（作曲：芳野藤丸、編曲：瀬尾一三、1986年10月21日発売）- 『恋は着替えられない』B面

### ら・わ行
- ランナーズ
  - 甲子園（作曲・編曲：川口真、1978年発売）
- レオ・ビーツ
  - 霧の中のマリアンヌ（作曲・編曲：すぎやまこういち、1967年11月10日発売）
  - 貴族の恋（作曲・編曲：すぎやまこういち、1968年3月10日発売）
  - あなたの影（作曲・編曲：すぎやまこういち、同上・B面）
- 和田アキ子
  - 孤独（作曲・編曲：筒美京平、1972年9月25日発売）
- ザ・ワンダース
  - 霧と恋（作曲・編曲：すぎやまこういち、1967年10月1日発売）
  - 赤い花びら（作曲・編曲：筒美京平、1968年3月発売）